# Diskurs
 Der er for få eller ingen kildehenvisninger i denne artikel, hvilket er et problem. Du kan hjælpe ved at angive troværdige kilder til de påstande, som fremføres i artiklen.

Diskurs er et udtryk som benyttes inden for
1. I lingvistikken betegner diskurs en sproglig enhed, som består af flere sætninger som samtaler, taler og tekster.
2. I sociologien er diskurs en institutionelt funderet måde at tænke på; en social ramme der definerer, hvad der kan siges om et givet emne. Der kan eksistere flere diskurser omkring det samme emne mellem forskellige sociale grupperinger.

Diskurs er tæt forbundet med forskellige teorier om magt, hvor det at kunne definere diskursen tit sidestilles med det at definere virkeligheden. Der foregår en stadig kamp om ordene, der skal beskrive verden; fx forskellen mellem at blive kaldt terrorist eller frihedskæmper. Kampen om ordenes betydning er vigtig, fordi der ikke eksisterer en objektiv virkelighed eller sandhed i diskursteori. Virkeligheden er socialt konstrueret gennem sproget.[kilde mangler]

## Diskursanalyse
Diskursanalyse er studiet af sprogbrugen inden for et kommunikerende fællesskab. Fokus ligger på at identificere og tolke de sproglige størrelser, som karakteriserer og understøtter forståelsen af tale og tekst. Analysen vægtes i forhold til fx topologisk udvikling og sammenhæng i forbindelse med skrift og om strukturen i turtagningen i forbindelse med tale. Diskursanalysen er udviklet på tværs af en række discipliner: sociolingvistik, antropologi, sociologi og socialpsykologi. Selv om hver tilgang har sine egne vægtninger, ser de alle sprog som social interaktion. Diskursanalysen sætter dog sproget i forhold til mere end blot det sagte eller skrevne. Diskursanalysen vægter: (1) Sproget i forhold til de sociale praksisser teksten peger på. (2) Hvilke konsekvenser måden at tale på har for objektet. (3) Hvilke magtstrukturer repræsenteres i diskursen.
Diskursanalysen er af natur kritisk, og ikke blot analyserende.
Diskurs er en måde at tale, gøre, skabe og tage magt over verden på.

### Foucaults forståelse af diskurs
Ifølge Michel Foucault er diskurs defineret på følgende måde:
(...) The term discourse can be defined as the group of statements that belong to a single system of formation (...) (Foucault 2005:12).[kilde mangler]
Jørgensen og Phillips fortolker diskurs som:
Vi vil kalde en gruppe af ytringer for diskurs i det omfang, de udgår fra den samme diskursive formation. (...Diskursen) består af et begrænset antal ytringer, som man kan definere mulighedsbetingelserne for. (Jørgensen and Phillips 1999:22).[kilde mangler]
Foucault ser altså grundlæggende diskurser som serier af udsagn afgrænset af et samtalerum, eksempelvis medicinverdenen eller på et universitet. Diskursens emne er ikke givet på forhånd og bliver ikke fastlagt af eksterne faktorer, men derimod af de udsagn der bliver fremført i samtalerummet. Foucault retter dermed sin opmærksomhed mod udsagnet i sin analyse af diskurser og disses mulighedsrum. Mere præcist angivet er Foucault interesseret i at afdække reglerne for,
hvilke udsagn der bliver accepteret som meningsfulde og sande i en given historisk periode.
Med sandhed mener Foucault en diskursiv konstruktion, hvor et vidensregime udpeger, hvad der sandt og falsk.[kilde mangler] I teorien har vi uendelig mange muligheder for at skabe udsagn, men der er mange udsagn, som ingen vil kunne finde på at ytre, idet de ville blive opfattet som falske eller meningsløse. Det vil med andre ord sige, at diskursen, og de historiske regler der gennemsyrer den, sætter grænserne for, hvilke udsagn der er mulige at ytre, samt hvilke der er meningsgivende.
Vi kan nu sammenkæde de tre hovedtematikker, magt, viden og subjektivitet, der alle har præget Foucaults forfatterskab. Disse tematikker er alle til stede i en given diskurs, og i kraft af deres normgivende og regulerende karakter former de indirekte diskursen i de udsagn, der bliver fremført af aktørerne inden for diskursens rammer. Sagt på en anden måde ville det ikke være meningsfuldt at
tale om diskurser, hvis ikke man også inddrager magt, viden og subjektivitet, da det er disse tematikker, der ligger til grund for en formning af diskursen. Det er gennem disse tematikker at udsagnene får ’liv’, og mulighed for at forårsage, påvirke og forandre, altså konstituerer diskursen.
For at anskueliggøre sit syn på en diskursanalyse, laver Foucault en analogi mellem arkæologi og forskning i historie, hvor fokus i begge tilfælde er hvilke lag, der skal adskilles fra andre, hvilke brud og usammenhæng der hersker mellem forskellige perioder og artefakter (Foucault 2005: 3-4). Dette fokus er ligeledes det Foucault har i forhold til diskursanalyse hvor han også peger på lag, brud og usammenhæng i forhold til analysen (Foucault 2005: 23). Det er i disse lag, brud og usammenhæng i historien en given diskurs skal analyseres, eftersom den sætter rammerne for hvordan vi italesætter forskellige sociale objekter eller praksisser.
I Foucaults øjne handler en diskursanalyse derfor om at “udgrave” alle lag vedrørende en given diskurs, dvs. sætte sig ind i det spektrum af udsagn der, relateret til hinanden på kryds og tværs, alle er med til at forme den pågældende diskurs, ligesom man i arkæologien skal grave lag på lag frem, for at skabe sig et nogenlunde billede af fortiden. Med andre ord anviser Foucault, i The Archaeology of Knowledge, en analyse fra oven, hvor man analyserer hele diskursive formationer (se nedenfor) omfattende tusinder af udsagn og diskurser, dvs. en analyse som indebærer mange tekster. Men man kan også se antydningerne af en analyse fra neden, hvor det er det enkelte udsagn i en diskurs, der er i fokus.

### Udsagnet og diskursiv formation
Ifølge Foucault er udsagnet diskursens mindste, men også den mest konstituerende enhed:
At first sight, the statement appears as an ultimate, undecomposable element that can be isolated and introduced into a set of relations with other similar elements. [...] The atom of discourse. (Foucault 2005: 90).
Følgelig er udsagnet også det primære analyseobjekt i en diskursanalyse. For at analysere diskurser skal man derfor se på alle de relationer, der kan skabes mellem disse udsagn. Relationerne kan være mange og forskellige, og derfor vil en analyse heraf blive en undersøgelse af udsagnenes spredning og udbredelse, da man nødvendigvis skal kende de forskellige udsagns placering i forhold til hinanden, førend relationerne mellem dem kan undergå en analyse. Der tales om en diskursiv formation, når man kan definere regelmæssigheder mellem objekter, forskellige typer af udsagn og begreber – altså et system af spredning og udbredelse. De vilkår en sådan formation er underlagt kaldes formationsregler. Disse regler er eksistensvilkår, og strukturerer hvordan objekterne, udsagnene og begreberne, står i relation til hinanden i en given diskursiv formation, samt hvordan de opretholdes, ændrer sig og helt forsvinder.
Den diskursive formation er et slags rammeværk for hvad man kan sige og gøre i forhold til en given diskurs, dvs. den udstikker ’normer og regler’ for vores handlen. Den diskursive formation kræver derfor en vis form for regelmæssighed i dens udsagn og tager i en vis udstrækning monopol på udsagnene. Det forholder sig dog ikke sådan, at vi ikke kan handle udenfor denne formation – at den fuldstændigt determinerer udsagnene, derimod skal den diskursive formation forstås som relativ og fleksibel; den udgør, de udfoldelsesmuligheder man har mht. til ens handlen. Den diskursive formation adskiller sig således fra diskursen på den måde, at den sætter betingelserne for vores handlen inden for diskursen; den afgør altså, om vi handler inden for den ene eller anden diskurs.
De tre begreber, udsagn, diskurs og diskursiv formation er således de begreber, Foucault mener man indledende skal bruge til en identifikation af diskursen. Udsagnet er som tidligere nævnt diskursens mindste enhed, som gennem dens tilsynekomst og relationer giver liv til andre udsagn. En diskurs er ifølge Foucault en gruppe af udsagn, som alle er underlagt nogle regler eller eksistensvilkår altså en diskursiv formation. Disse tre begreber er tydeligvis alle forbundne i denne henseende, men for at begribe alle de komplekse relationer, der hersker mellem udsagn, og de forskellige formationer som diskurser er underlagt, må man undersøge hvorfor givne udsagn eksisterer og på hvilken baggrund.

### Objekters formning
For at komme dette eksistensgrundlag nærmere og dermed få uddybet en analyse af begrebet diskursiv formation yderligere, kan man undersøge de objekter en given diskurs har dannet, dvs. beskrive, hvilke “kræfter” et givet objekt har været underlagt og hvad der har bestemt deres eksistens som objekt i en diskurs. En diskurs er nemlig kendetegnet ved at konstruere de objekter, som den behandler eller omfatter. Der er flere ting, der skal undersøges vedrørende et objekt førend man kan komme disse “kræfter” nærmere. Eftersom objekterne er afhængige af og eksisterer i relation til hinanden i et netværk grid of specification ifølge hvilket objekterne bliver inddelt, relateret, regrupperet og klassificeret i forhold til andre objekter, er det er en beskrivelse af disse relationer, der har særlig interesse i en diskursanalyse.
Relationerne gør det muligt at danne hele nye grupper af forskellige objekter. Det vil sige, at en diskursiv formation er etableret, hvis det er muligt at vise hvordan hvilket som helst objekt i diskursen finder sin plads og opståen. I forhold til objekterne søger diskursanalysen således at afdække, hvorledes de er blevet italesat og dermed gør andre fortolkninger af objektet utilgængelige. Italesættelsen eller dannelsen af et objekt fordrer altså, at man kun kan have bestemte holdninger og meninger om det, dvs. at der kun er ´en “rigtig”måde at tale om objektet på.

### Subjektpositioner
Som tidligere nævnt er diskursen og udsagnet også kendetegnet ved deres anvisning af subjektpositioner. Ud fra disse positioner, som bliver stillet til rådighed af diskursen, kan der tales og handles på en meningsfuld og legitim måde, og aktører kan ved at indtage en sådan position blive subjekt for en diskursiv strategi. Til positionerne knytter sig altså nogle forventninger om, hvordan man skal opføre sig, hvad man kan sige og ikke sige; det er altså, når der tales og handles inden for netop disse rammer, at tale og handling er meningsfuld. Det er her vigtigt, at skelne mellem aktører og positioner, idet positionerne blot er produkter af en given diskurs. Der er her ikke tale om, at en aktør er fastlåst i en position, men at der tilbydes flere mulige positioner som der kan tales og ageres ud fra.
Aktøren ses ikke som suverænt, men determineres ud fra diskurserne, og endvidere er det fragmenteret, dvs. at aktøren kan indtage flere forskellige positioner, alt efter hvilke positioner de forskellige diskurser stiller til rådighed. Overgangen fra ´en position til en anden sker ofte ubevidst for aktøren, men i tilfælde hvor modstridende diskurser, stiller forskellige positioner til rådighed, er aktøren overdetermineret. Man siger at aktøren bliver interpelleret, fremsat i forskellige positioner
på ´en gang, og der opstår dermed en konflikt, om hvilken position aktøren skal indtage.

### Begrebsnetværk
Diskurser og udsagn er kendetegnet ved deres tilhørsforhold til begrebsnetværk, dvs. at udsagnene i en diskurs indgår i et relationelt begrebsmæssigt netværk, og den gruppe af relationer der eksisterer mellem begreberne i netværket, betegnes som en begrebsmæssig formation: [...] system of conceptual formation. Med det menes der, at et udsagn ikke har mening i sig selv, men at det skal indgå i et begrebsnetværk, altså står i relation til en række tilsvarende udsagn for at give mening.
Ved at relatere forskellige begreber til hinanden, former udsagnene begreberne, og det er gennem denne formning af begreber, at begrebernes spredning i f.eks. et værk, kan beskrives. Spredningen karakteriserer en type af diskurs, hvilket i sidste ende er målsætningen – at kunne analysere og beskrive diskurser. Sidst skal det påpeges, at disse netværk ikke regulerer begrebernes status, at det udelukkende er udsagnene der har indflydelse på dette.

### Diskursiv strategi
Indtil videre er en diskursiv formation kendetegnet ved en bestemt fremstilling af objekter, subjektpositioner og begreber. Men i henhold til reglerne for en given diskursformation kunne andre objekter stadig være blevet italesat, andre subjektpositioner anvist og andre begreber aktualiseret. Strategierne er således dem, der sætter begrænsningerne for en diskursiv formations potentielle mulighedsrum, dem der indsnævrer formationen. For at beskrive en diskursiv formations udseende
skal man derfor have fat i disse begrænsninger. Den diskursive strategi defineres som en afgrænset meningsfuld regularitet af udsagn, indenfor hvilken der findes enighed om, hvad man strides om; man kan sige, at strategien er med til at definere meningen med kampen mellem et antal aktører. I en strategi er der således en overordnet sammenhæng mellem et antal udsagn, en regularitet, og udsagnet er altså kendetegnet ved at indgå i en strategisk relation. Strategien er en måde at tale på i en bestemt diskurs og er i denne forstand afgrænset, idet den indeholder udsagn med en bestemt sammenhæng. Man kan sige, at den betinger diskursens realisering. Sagt på en anden måde kan strategier forstås som generelle tematikker i diskursen. Strategierne hører, i modsætning til ovenstående tre instanser, både til diskursens indre og ydre karakter, dvs. strategierne betegner relationer og regulariteter mellem udsagn i den enkelte diskurs samt relationer og regulariteter diskurser imellem.

### Dispositiv
Dispositivet kan siges, at være sammenfattende i forhold til en række strategier, og er generaliseret i den forstand, at det hæver sig over den enkelte diskurs, og dermed kan formes af mange forskellige
diskurser.[kilde mangler] Dispositivet udgør de dominerende mønstre, som tilbyder løsninger på bestemte problemer og situationer. Generelt kan begrebet ikke defineres på normal vis; Foucault definerer løst dispositivet i et interview i 1977 (Dits et Ecrits v. II, 1954-1988, pp.299f), men udvikler sin brug af begrebet løbende i sit forfatterskab, hvori det er hyppigst benyttet i de sidste år, hvori han undersøger seksualitet, guvernementalitet og biopolitik. En gennemgående tendens for de to tidlige dispositivformer han benytter, lov og disciplin, er, at det fremtræder som en generaliseret binær (egentlig: todelt) skematik[kilde mangler]. Med dette menes, at et dispositiv deler verden op i rigtigt og forkert, det tilladte og det forbudte. I sikkerhedsdispositivet, den tredje og sidste dispositivform, der optræder i Biopolitikkens Fødsel, disponeres der ikke efter rigtigt og forkert, men efter hvilken mængde af en given handling, der ud fra en nyttekalkule er beregnet som optimum. Det er således det dispositiv der er med til at definere neoliberalismens rolle i USA og Europa i dag, og det er efter hvad der anskues som optimalt, at det fungerer som foreskrivende.
Man kan sige, at et dispositiv er en enten forebyggende eller foreskrivende instans. Loven er eksempelvis forebyggende, da denne ud fra lovmæssigheder, der deler verden op i det tilladte og det ikke tilladte, fortæller hvad der er uønsket. Overvågning eller optimering fungerer som foreskrivende, fordi de modsat lovdispositivet fortæller hvilken opførsel der er ønsket eller påskyndet. Derfor er et dispositiv med til at forme og organisere samfundet og aktørernes sociale liv. Et dispositiv har som en foreskrivende instans en organiserende effekt på samfundet, men samtidig bliver det formet af italesættelser og ageren i forskellige diskurser i samfundet, og kan derfor ikke betragtes som værende statisk; dispositivet kan altså ændre form over tid[kilde mangler]. En analyse af dispositiver i en diskurs, kan således bidrage til at afdække hvilke handlinger, vidensmønstre etc. der, ifølge dispositivet, betragtes som “rigtige”.

## Eksterne links
- Diskurs Arkiveret 17. juli 2006 hos  Wayback Machine Om diskurs og lingvistik på Teorier.dk